# ミゲル・バスケス
ミゲル・アンヘル・バスケス・バティスタ（Miguel Angel Vazquez Bautista、1985年11月28日 - ）は、メキシコのプロボクサー。ハリスコ州グアダラハラ出身。元IBF世界ライト級王者。

## 来歴
2006年1月20日、ハリスコ州グアダラハラでサウル・アルバレスとデビュー戦を行い、4回1-2（39-37、37-39、37-40）の判定負けを喫しデビュー戦を白星で飾れなかった。
2010年8月14日、アメリカ・テキサス州ラレドでIBF世界ライト級1位の金智勲とIBF世界ライト級王座決定戦を行い、3-0（120-108、119-109、118-110）の判定勝ちを収め王座を獲得した。
2010年11月27日、ティフアナでIBF世界ライト級13位のリカルド・ドミンゲスと対戦し、12回3-0（120-108、119-109、118-110）の判定勝ちを収め初防衛に成功した。
2011年3月12日、MGMグランド・ガーデン・アリーナでミゲール・コットVSリカルド・マヨルガの前座にてIBF世界ライト級1位のレオナード・ザッパヴィグナ（オーストラリア）と対戦し、12回3-0（2者が118-110、117-111）の判定勝ちを収め2度目の防衛に成功した。
2011年6月18日、トルーカでマーロン・アギラル（ニカラグア）とノンタイトル10回戦を行い、2回1分46秒TKO勝ちを収めた。
2012年1月21日、グアダラハラでIBF世界ライト級1位のアッメス・ディアスと対戦し、6回にディアスからダウンを奪い、試合を優位に進め、12回3-0（2者が120-107、119-108）の判定勝ちを収め3度目の防衛に成功した。
2012年10月27日、アメリカ・ニューヨーク州でIBF世界ライト級1位のマルビン・キンテロと対戦し、12回2-1（116－112、118－110、113-115）の判定勝ちを収め4度目の防衛に成功した。
2012年12月8日、MGMグランド・ガーデン・アリーナにて、マニー・パッキャオVSファン・マヌエル・マルケスの前座でIBF世界ライト級9位のメルシト・ヘスタと対戦し、12回3-0（117-111、119-109、118-110）の判定勝ちを収め5度目の防衛に成功した。
2013年10月26日、メキシコでアッメス・ディアスと約1年半ぶりの再戦を行う予定だったが、搭乗予定の飛行機にディアスが乗っていなかったことでことでディアスに試合を行う意思が無いことがわかり試合が中止された。ファイトマネーの額にディアスが不満を持っていたためと報じられた。
2014年2月22日、マカオにあるザ・ベネチアン・マカオ内コタイ・アリーナにて鄒市明VSヨークトン・ゴーキャットジムの前座でIBF世界ライト級3位のデニス・シャフィコフ対戦し、12回3-0（119-109、116-112、115-113）の判定勝ちを収め6度目の防衛に成功した。
2014年9月13日、MGMグランド・ガーデン・アリーナでフロイド・メイウェザー・ジュニアVSマルコス・マイダナの前座でIBF世界ライト級13位のミッキー・ベイと対戦し、12回1-2（113-115、109-119、115-113）の判定負けを喫し7度目の防衛に失敗、4年1ヵ月保持していた王座から陥落した。
2016年5月28日、テキサス州サンアントニオのボーイズ・ダンスホールでエリック･ボーンとスーパーライト級10回戦を行い、10回3-0（99-91、97-93、96-94）の判定勝ちを収めスーパーライト級転向戦を制した。
2017年11月11日、エディンバラのロイヤル・ハイランド・センターでWBC世界スーパーライト級シルバー王者でWBC世界スーパーライト級6位のジョシュ・テイラーと対戦し、9回TKO負けを喫し王座獲得に失敗した。

## 獲得タイトル
- FECARBOXスーパーライト級王座
- IBF世界ライト級王座（防衛6）